# Situation Magnusson
Situation Magnusson är ett svenskt underhållningsprogram från 2007 som visades på TV4. 
Komikern Peter Magnusson reser, förklädd till en uppsjö av olika karaktärer, runt i Europa och dokumenterar allt på ett maniskt sätt med hjälp av sin dolda kamera.

## Karaktärer spelade av Magnusson
- En homosexuell britt med märkligt sexliv
- En kommunistisk göteborgare
- En bitter rullstolsburen, som envisas med att falla ur rullstolen för att bli bekräftad
- En thailändsk pojkhora
- En brittisk reporter med märkliga reportage